# لنسترف
لنسترف (به فرانسوی: Launstroff) یک کمون در فرانسه است که در Canton of Sierck-les-Bains واقع شده‌است.

## خصوصیات
لنسترف ۷٫۸۱ کیلومترمربع مساحت و ۲۲۴ نفر جمعیت دارد و ۳۵۰ متر بالاتر از سطح دریا واقع شده‌است.